# Llista de topònims de Talavera
Llista de topònims (noms propis de lloc) del municipi de Talavera, a la Segarra
Informació actualitzada per un bot. Els canvis manuals es perdran quan s'actualitzi!

## castell
| imatge | Nom                 | Ubicat a            | instància de | Detalls                                  | coordenades                                                                                            | Protecció                                            | Commons (més fotos) | Dades a WD                    |
| ------ | ------------------- | ------------------- | ------------ | ---------------------------------------- | --- | ---------------------------------------------------- | ------------------- | ----------------------------- |
|        | Castell de Bellmunt | Bellmunt de Segarra | castell      | Estil: arquitectura popular 14th century | 41° 35′ 36″ N, 1° 23′ 58″ E / 41.5933°N,1.39934°E ca:Carrer del Nord, 11 790 msnm                      | bé d'interès cultural bé cultural d'interès nacional |                     | Modifica les dades a Wikidata |
|        | Castell de Pavia    | Pavia               | castell      | Estil: arquitectura popular 14th century | 41° 35′ 53″ N, 1° 20′ 48″ E / 41.5981°N,1.34656°E ca:Al costat del dipòsit d'aigües del poble 711 msnm | bé d'interès cultural bé cultural d'interès nacional | Castell de Pavia    | Modifica les dades a Wikidata |
|        | castell de Talavera | Talavera            | castell      | Estil: arquitectura popular 16th century | 41° 34′ 56″ N, 1° 20′ 15″ E / 41.5822°N,1.33748°E ca:Carrer del Castell, 11 795 msnm                   | bé d'interès cultural bé cultural d'interès nacional | Castell de Talavera | Modifica les dades a Wikidata |

## entitat singular de població
| imatge | Nom                 | Ubicat a | instància de                                   | Detalls | coordenades                                                       | Protecció | Commons (més fotos)  | Dades a WD                    |
| ------ | ------------------- | -------- | ---------------------------------------------- | ------- | ----------------------------------------------------------------- | --------- | -------------------- | ----------------------------- |
|        | Bellmunt de Segarra | Talavera | entitat singular de població                   | 26 hab  | 41° 35′ 36″ N, 1° 23′ 53″ E / 41.59341667°N,1.39819444°E 794 msnm |           | Bellmunt de Segarra  | Modifica les dades a Wikidata |
|        | Civit               | Talavera | entitat singular de població                   | 44 hab  | 41° 34′ 39″ N, 1° 22′ 51″ E / 41.577569°N,1.38075°E 711 msnm      |           | Civit                | Modifica les dades a Wikidata |
|        | Pallerols           | Talavera | entitat singular de població                   | 70 hab  | 41° 37′ 05″ N, 1° 21′ 17″ E / 41.617945°N,1.354655°E 583 msnm     |           | Pallerols (Talavera) | Modifica les dades a Wikidata |
|        | Pavia               | Talavera | entitat singular de població                   | 27 hab  | 41° 35′ 53″ N, 1° 20′ 51″ E / 41.598137°N,1.347396°E 694 msnm     |           | Pavia (Talavera)     | Modifica les dades a Wikidata |
|        | Suró                | Talavera | entitat singular de població                   | 2 hab   | 41° 34′ 21″ N, 1° 18′ 32″ E / 41.572494°N,1.308994°E 810 msnm     |           | Suró (Talavera)      | Modifica les dades a Wikidata |
|        | Talavera            | Talavera | entitat singular de població capital municipal | 116 hab | 41° 35′ 03″ N, 1° 20′ 20″ E / 41.58404363°N,1.33883696°E 779 msnm |           |                      | Modifica les dades a Wikidata |

## església
| imatge | Nom                       | Ubicat a            | instància de                 | Detalls                                                        | coordenades                                                                        | Protecció                                  | Commons (més fotos)             | Dades a WD                    |
| ------ | ------------------------- | ------------------- | ---------------------------- | -------------------------------------------------------------- | ---------------------------------------------------------------------------------- | ------------------------------------------ | ------------------------------- | ----------------------------- |
|        | Sant Jaume de Pallerols   | Pallerols           | església església parroquial | Estil: arquitectura romànica arquitectura gòtica 12nd century  | 41° 37′ 06″ N, 1° 21′ 10″ E / 41.6184°N,1.3529°E ca:Pl. de l'Església 584 msnm     | bé cultural d'interès local                | Sant Jaume de Pallerols         | Modifica les dades a Wikidata |
|        | Sant Pere de Bellmunt     | Bellmunt de Segarra | església església parroquial | Estil: arquitectura popular 19th century                       | 41° 35′ 36″ N, 1° 23′ 56″ E / 41.5932°N,1.39881°E ca:Pl. de l'Església 792 msnm    | bé cultural d'interès local                | Sant Pere de Bellmunt           | Modifica les dades a Wikidata |
|        | Sant Salvador de Talavera | Talavera            | església església parroquial | Estil: arquitectura romànica arquitectura popular 12nd century | 41° 34′ 59″ N, 1° 20′ 15″ E / 41.583°N,1.33755°E ca:Pl. de l'Església 793 msnm     | bé cultural d'interès local                | Sant Salvador de Talavera       | Modifica les dades a Wikidata |
|        | Santa Creu de Pavia       | Pavia               | església                     | Estil: arquitectura romànica arquitectura popular 12nd century | 41° 35′ 55″ N, 1° 20′ 50″ E / 41.5985°N,1.34717°E ca:Pl. de la Santa Creu 694 msnm | bé cultural d'interès local                | Santa Creu de Pavia             | Modifica les dades a Wikidata |
|        | Santa Fe de Montfred      | Civit               | església ermita              | Estil: arquitectura romànica 12nd century                      | 41° 33′ 33″ N, 1° 23′ 38″ E / 41.5591°N,1.39396°E 826 msnm                         | bé cultural d'interès local                | Santa Fe de Montfred            | Modifica les dades a Wikidata |
|        | Santa Maria del Coll      | Civit               | església església parroquial | Estil: arquitectura gòtica arquitectura popular 14th century   | 41° 34′ 37″ N, 1° 22′ 48″ E / 41.5769°N,1.37993°E ca:Pl. de l'Església 710 msnm    | bé cultural d'interès local                | Santa Maria del Coll (Talavera) | Modifica les dades a Wikidata |
|        | capella del Roser         | Talavera            | església                     | Estil: arquitectura popular 16th century                       | 41° 34′ 55″ N, 1° 20′ 16″ E / 41.58185°N,1.33789°E ca:C. del Castell, 7 785 msnm   | bé integrant del patrimoni cultural català | Antiga capella del Roser        | Modifica les dades a Wikidata |

## font
| imatge | Nom              | Ubicat a | instància de | Detalls | coordenades                                                                  | Protecció | Commons (més fotos) | Dades a WD                    |
| ------ | ---------------- | -------- | ------------ | ------- | ---------------------------------------------------------------------------- | --------- | ------------------- | ----------------------------- |
|        | Font Blanca      | Talavera | font         |         | 41° 35′ 30″ N, 1° 22′ 58″ E / 41.591620104233°N,1.3827492199185°E 680 msnm   |           |                     | Modifica les dades a Wikidata |
|        | font de Santa Fe | Talavera | font         |         | 41° 33′ 46″ N, 1° 23′ 33″ E / 41.562861°N,1.392638°E 775 msnm                |           |                     | Modifica les dades a Wikidata |
|        | font del Tuets   | Talavera | font         |         | 41° 34′ 22″ N, 1° 21′ 31″ E / 41.5728244002309°N,1.35864172080117°E 707 msnm |           |                     | Modifica les dades a Wikidata |

## masia
| imatge | Nom                | Ubicat a | instància de | Detalls       | coordenades                                                                  | Protecció | Commons (més fotos) | Dades a WD                    |
| ------ | ------------------ | -------- | ------------ | ------------- | ---------------------------------------------------------------------------- | --------- | ------------------- | ----------------------------- |
|        | Ca la Magina       | Civit    | masia        |               | 41° 34′ 30″ N, 1° 22′ 10″ E / 41.57499°N,1.36955°E 665 msnm                  |           |                     | Modifica les dades a Wikidata |
|        | Cal Comtet         | Civit    | masia        | Estat: ruïnós | 41° 33′ 41″ N, 1° 23′ 11″ E / 41.5613648871319°N,1.38644175096131°E 764 msnm |           |                     | Modifica les dades a Wikidata |
|        | Cal Querol         | Civit    | masia        | Estat: ruïnós | 41° 33′ 49″ N, 1° 22′ 49″ E / 41.5635466723444°N,1.38018731692228°E 759 msnm |           |                     | Modifica les dades a Wikidata |
|        | Era del Modesto    | Civit    | masia        |               | 41° 35′ 03″ N, 1° 22′ 36″ E / 41.5840525778331°N,1.37679568153807°E 683 msnm |           |                     | Modifica les dades a Wikidata |
|        | Masia del Batlle   | Civit    | masia        |               | 41° 34′ 16″ N, 1° 22′ 14″ E / 41.5712389165452°N,1.37065182897715°E 675 msnm |           |                     | Modifica les dades a Wikidata |
|        | Masia del Caterino | Civit    | masia        |               | 41° 34′ 16″ N, 1° 23′ 17″ E / 41.570979072556°N,1.3880618006899°E 742 msnm   |           |                     | Modifica les dades a Wikidata |
|        | Masia del Peret    | Talavera | masia        | Estat: ruïnós | 41° 34′ 36″ N, 1° 20′ 39″ E / 41.5767884385464°N,1.34426732284864°E 721 msnm |           |                     | Modifica les dades a Wikidata |
|        | Montfred           | Talavera | masia        |               | 41° 33′ 34″ N, 1° 23′ 39″ E / 41.559326°N,1.394242°E 826 msnm                |           | Montfred (masia)    | Modifica les dades a Wikidata |
|        | Rodell             | Civit    | masia        | Estat: ruïnós | 41° 34′ 23″ N, 1° 22′ 03″ E / 41.5729590692719°N,1.36746609242156°E 675 msnm |           |                     | Modifica les dades a Wikidata |

## molí d'aigua
| imatge | Nom              | Ubicat a  | instància de | Detalls                                                               | coordenades                                                                                | Protecció                   | Commons (més fotos) | Dades a WD                    |
| ------ | ---------------- | --------- | ------------ | --------------------------------------------------------------------- | ------------------------------------------------------------------------------------------ | --------------------------- | ------------------- | ----------------------------- |
|        | Molinot de Civit | Civit     | molí d'aigua | Estil: arquitectura popular 19th century Estat: enderrocat o destruït | 41° 34′ 48″ N, 1° 22′ 34″ E / 41.5801°N,1.37603°E ca:Esquerra de l'Ondara 661 msnm         | bé cultural d'interès local |                     | Modifica les dades a Wikidata |
|        | Molí del Valles  | Pallerols | molí d'aigua | Estil: arquitectura popular 19th century Estat: ruïnós                | 41° 37′ 01″ N, 1° 21′ 03″ E / 41.61692°N,1.35091°E ca:A la dreta del riu d'Ondara 573 msnm | bé cultural d'interès local | Molí del Valles     | Modifica les dades a Wikidata |

## muntanya
| imatge | Nom                  | Ubicat a                 | instància de | Detalls | coordenades                                                           | Protecció | Commons (més fotos)                  | Dades a WD                    |
| ------ | -------------------- | ------------------------ | ------------ | ------- | --------------------------------------------------------------------- | --------- | ------------------------------------ | ----------------------------- |
|        | Montfred             | Talavera                 | muntanya     |         | 41° 33′ 28″ N, 1° 23′ 35″ E / 41.55773889°N,1.39313056°E 833 msnm     |           | Montfred (Talavera)                  | Modifica les dades a Wikidata |
|        | Tossal de Suró       | Talavera                 | muntanya     |         | 41° 34′ 22″ N, 1° 18′ 18″ E / 41.5727833358°N,1.3049206803°E 828 msnm |           | Tossal de Suró (Montoliu de Segarra) | Modifica les dades a Wikidata |
|        | Turó de Ventafarines | Talavera Ribera d'Ondara | muntanya     |         | 41° 36′ 36″ N, 1° 20′ 33″ E / 41.60992778°N,1.342525°E 657 msnm       |           |                                      | Modifica les dades a Wikidata |
|        | Turó del Colomer     | Talavera                 | muntanya     |         | 41° 36′ 44″ N, 1° 21′ 22″ E / 41.6123°N,1.35612°E 629 msnm            |           |                                      | Modifica les dades a Wikidata |
|        | la Creu del Vent     | Talavera Montmaneu       | muntanya     |         | 41° 35′ 59″ N, 1° 24′ 04″ E / 41.5996°N,1.40114°E 800 msnm            |           |                                      | Modifica les dades a Wikidata |

## passatge
| imatge | Nom                         | Ubicat a | instància de | Detalls                                  | coordenades                                                                           | Protecció                                  | Commons (més fotos)                    | Dades a WD                    |
| ------ | --------------------------- | -------- | ------------ | ---------------------------------------- | ------------------------------------------------------------------------------------- | ------------------------------------------ | -------------------------------------- | ----------------------------- |
|        | Pas cobert de la Família So | Talavera | passatge     | Estil: arquitectura popular 14th century | 41° 34′ 54″ N, 1° 20′ 17″ E / 41.5816°N,1.33806°E ca:Carrer de la Família So 775 msnm | bé integrant del patrimoni cultural català | Pas cobert de la Família So            | Modifica les dades a Wikidata |
|        | Pas cobert del carrer Major | Talavera | passatge     | Estil: arquitectura popular 17th century | 41° 34′ 55″ N, 1° 20′ 19″ E / 41.58183°N,1.33857°E ca:C. Major 767 msnm               | bé integrant del patrimoni cultural català | Pas cobert del carrer Major (Talavera) | Modifica les dades a Wikidata |
|        | carrer del Castell          | Talavera | passatge     | Estil: arquitectura popular 14th century | 41° 34′ 54″ N, 1° 20′ 18″ E / 41.5817°N,1.3383°E ca:Carrer del Castell 773 msnm       | bé cultural d'interès local                | Carrer del Castell (Talavera)          | Modifica les dades a Wikidata |

## Misc
| imatge | Nom                           | Ubicat a            | instància de        | Detalls                                   | coordenades | Protecció                                  | Commons (més fotos)        | Dades a WD                    |
| ------ | ----------------------------- | ------------------- | ------------------- | ----------------------------------------- | --- | ------------------------------------------ | -------------------------- | ----------------------------- |
|        | Cal Joanet                    | Suró                | casa                | Estil: arquitectura popular 16th century  | 41° 34′ 21″ N, 1° 18′ 33″ E / 41.5724°N,1.30913°E ca:Carrer Major, 1 808 msnm                                                                 | bé integrant del patrimoni cultural català | Cal Joanet de Suró         | Modifica les dades a Wikidata |
|        | Call Jueu de Talavera         | Talavera            | carrer              | Estil: arquitectura popular 14th century  | 41° 34′ 53″ N, 1° 20′ 16″ E / 41.58152°N,1.3379°E ca:Carrer del Call 772 msnm                                                                 | bé cultural d'interès local                | Call Jueu de Talavera      | Modifica les dades a Wikidata |
|        | El Molí de Vent               | Talavera            | torre de sentinella | Estil: arquitectura romànica 11st century | 41° 34′ 54″ N, 1° 19′ 47″ E / 41.58161°N,1.3297°E ca:Camí de Talavera a la Guàrdia Lada, passada la granja de la Rita 808 msnm                | bé integrant del patrimoni cultural català | El Molí de Vent (Talavera) | Modifica les dades a Wikidata |
|        | Ondara                        | Urgell Segarra      | curs d'aigua        | Desemboca: canal d'Urgell Llarg: 47km     | 41° 34′ 01″ N, 1° 23′ 09″ E / 41.56681388888889°N,1.3858288888888888°E 41° 40′ 08″ N, 1° 03′ 52″ E / 41.66878805555555°N,1.0644569444444445°E |                                            | Ondara River               | Modifica les dades a Wikidata |
|        | Safareig de Pallerols         | Pallerols           | safareig            | Estil: arquitectura popular 19th century  | 41° 37′ 01″ N, 1° 21′ 03″ E / 41.617°N,1.35092°E ca:Dreta del riu d'Ondara 573 msnm                                                           | bé integrant del patrimoni cultural català | Safareig de Pallerols      | Modifica les dades a Wikidata |
|        | Santa Fe                      | Talavera            | vèrtex geodèsic     | Alt: 1.2m                                 | 41° 33′ 28″ N, 1° 23′ 36″ E / 41.55771°N,1.393289°E 833.094 msnm                                                                              |                                            |                            | Modifica les dades a Wikidata |
|        | casa consistorial de Talavera | Talavera            | casa consistorial   |                                           | 41° 34′ 55″ N, 1° 20′ 17″ E / 41.5819238°N,1.3381096°E                                                                                        |                                            |                            | Modifica les dades a Wikidata |
|        | cementiri de Bellmunt         | Talavera            | cementiri           |                                           | 41° 35′ 46″ N, 1° 23′ 42″ E / 41.5962428888134°N,1.39504004084652°E                                                                           |                                            |                            | Modifica les dades a Wikidata |
|        | creu de terme de Bellmunt     | Bellmunt de Segarra | creu de terme       | Estil: arquitectura barroca 17th century  | 41° 35′ 37″ N, 1° 23′ 56″ E / 41.59355°N,1.39892°E ca:Al costat de la plaça Sant Miquel 790 msnm                                              | bé integrant del patrimoni cultural català | Creu de terme de Bellmunt  | Modifica les dades a Wikidata |
|        | pallissa del Rei              | Pavia               | cabana              |                                           | 41° 35′ 38″ N, 1° 21′ 00″ E / 41.5938951885839°N,1.35009313818401°E 657 msnm                                                                  |                                            |                            | Modifica les dades a Wikidata |